# Jean-Marie Clairet
Jean-Marie Clairet (Neuilly-sur-Seine, 1966. október 28. –) francia autóversenyző. A 2009-es SEAT León Eurocup összetett hetedik helyezettje.

## Pályafutása
Versenyzői karrierje az 1990-es években kezdődött. Nagyrészt hazájában versenyzett, de részt vett több európai futamon is.
2008-ban a frissen alakult SEAT León Eurocup versenyein állt rajthoz. Harminckét pontjával végül a hetedik helyen zárta az összetett értékelést. 2009-ben is e sorozat résztvevője volt. Clairet újfent az összetett hetedik helyet szerezte meg végül, ám a brands hatch-i futamon elért eredményeinek köszönhetően rajthoz állhatott a túraautó-világbajnokság oschersleben-i versenyén.

## Teljes túraautó-világbajnoki eredménysorozata
|  |  |  |  |  |  |  |  |  |  |  |  |  |  |  |  | 14 | 17 |  |  |  |  |  |  |